# Montpellier Hérault Sport Club (beach soccer)
Maillots
Le Montpellier Hérault Beach Soccer, est un club français de beach soccer, fondé en février 2013 et basé à Montpellier. Il est bâti sur les restes du club de Palavas, finaliste du challenge national en 2012.
Le MHBS perd aussi les deux finales suivantes. Non-qualifié en 2015, le club termine encore à la seconde place nationale en 2017, avant d'être troisième en 2019. 

## Histoire
En février 2013, Montpellier HBS naît sur les restes du BS Palavas. Dès la première année, celui-ci est champion de l'Hérault et du Languedoc-Roussillon. Lors des quarts de finale du Championnat de France 2013 et avec sa nouvelle identité de Montpellier Hérault BS, le club affronte le Vendée Fontenay Foot qu'il bat 7-2. 
Après une victoire 5-0 contre le FC Saint-Médard en Jalles au tour suivant, les Montpellierains s’inclinent en finale dans un remake de l'édition 2012 contre BS Bonneveine qui est devenu le Marseille BT. Même adversaire et même sort avec une nouvelle défaite 4-2. Au finale, la saison se termine sur un bilan de 13 matchs joués pour 12 victoires et 1 seule défaite.
En 2014, le Montpellier Hérault Beach Soccer conserve ses titres de champion de l'Hérault et signe un doublé en remportant le championnat régional, qualificatif pour le Championnat de France de beach soccer 2014. Le MHBS termine premier de son groupe et accède ainsi à la finale du National Beach Soccer. Le club s'incline encore face à un club de la Ligue de la Méditerranée, représentée par le Marseille 12e. Les montpellierains s’inclinent au terme d’une rencontre haletante et accrochée sur le score de 5-4. Bien que mené 3-0 au terme d’un premier tiers-temps largement dominé, les Marseillais connaissent quelques frayeurs en fin de rencontre, lorsque Montpellier remonte à 1 but d’écart.
En 2015, le MHBS ne réussit pas à se qualifier pour la phase-finale, terminant troisième du tour départemental derrière le futur champion de France, Grande-Motte Pyramide BS et le Maurin FC.
Lors de la saison 2018, l'équipe perd en finale régionale contre le GMPBS. Accédant tout de même au challenge national, le club de Montpellier échoue en phase finale avant de remporter le match pour la cinquième place. 
En 2019, les joueurs du MHSC terminent en troisième position nationale grâce à un succès en prolongation lors de la petite finale.
Début juin 2022, le MHSC Beach Soccer est sacré champion départemental. Les hommes de Robin Gasset battent en finale la Grande Motte Pyramide BS (4-3). Les deux équipes héraultaises se retrouvent en championnat régional. Les places sont inversées au profit du GMPBS mais les deux équipes sont qualifiées pour la phase nationale mi-juillet 2022.

## Palmarès

### Titres et trophées
- Championnat de France
  - Finaliste : 2013, 2014 et 2017
  - 3e : 2019 et 2024

- Championnat d'Occitanie
  - Vice-champion : 2022

- Championnat du Languedoc-Roussillon (2)
  - Champion : 2013 et 2014
  - Troisième : 2015

- Championnat de l'Hérault (3)
  - Champion : 2013, 2014 et 2022

### Bilan par saison
| Année | Championnat de l'Hérault | Championnat du Languedoc- Roussillon / d'Occitanie | Championnat de France |
| ----- | ------------------------ | -------------------------------------------------- | --------------------- |
| 2013  | Champion                 | Champion                                           | Finaliste             |
| 2014  | Champion                 | Champion                                           | Finaliste             |
| 2015  |                          | troisième                                          | -                     |
| 2016  |                          |                                                    | troisième             |
| 2017  |                          |                                                    | Finaliste             |
| 2018  |                          |                                                    |                       |
| 2019  |                          |                                                    | troisième             |
| 2020  |                          |                                                    |                       |
| 2021  |                          |                                                    |                       |
| 2022  | Champion                 | Vice-champion                                      | quatrième             |
| 2023  |                          |                                                    | sixième               |
| 2024  |                          |                                                    | troisième             |
| 2025  | Champion                 | Champion                                           |                       |

## Personnalités

### Entraîneurs
- 2016 :  Frédéric Mendy
- 2017:  Robin Gasset
- 2018:  Robin Gasset
- 2019:
- 2020:
- 2021:
- 2022:
- 2023:
- 2024:
- 2025:

### Effectifs par année
L'effectif 2018 : Ciani, Verdalle, Delval, Burdin, Soares, Tebani, Hiraille, Saldiarraga, Bettayeb, Torregrossa.